# Карма-кола: деятельность на рынке мистического Востока
Ка́рма-ко́ла: де́ятельность на ры́нке мисти́ческого Восто́ка (англ. Karma Cola: Marketing the Mystic East) — книга индийской журналистки и писательницы Гиты Мехты в жанре документальной прозы, впервые изданная в 1979 году.

## Сюжет
Когда-то в 1960-х годах Запад превратил Индию в новейший духовный курорт. А дальше всем известно, что Битлз сидели на корточках у стоп Махариши Махеш Йоги. Экспатриированные хиппи стекались в поселения для наслаждения групповым сексом и употребления наркотиков внутривенным вливанием. И индийцы, привыкшие по старинке зарабатывать на просветлении, обнаружили, что приезжающие жаждут нирваны прямо сейчас, и что множество местных гуру готовы выступить поставщиками. Никто не выявил вторжения Запада в Индию настолько проницательно, как это получилось у Гиты Мехты. В „Карма-коле“ известный романист с немигающим журналистским взглядом на отрешённого садху, томностью перегоревшей „кислоты“, Бхагаван и Аллен Гинсберг, гонимые чувством стыда юные англичанки и гуру, наставляющий доверчивых туристов как увидеть свои прошлые воплощения. Блистательно непочтительная, весёлая, отрезвляющая и мудрая книга Мехты является заключительной эпитафией эпохе духовного туризма и его жертвам — как людям Востока, так и Запада.

## Издания
| Год  | Издательство       | Страниц | ISBN          |
| ---- | ------------------ | ------- | ------------- |
| 1979 | Simon and Schuster | 201     | 0-671-25083-3 |
| 1980 | Jonathan Cape      | 201     | 9780224017749 |
| 1981 | HarperCollins      | 210     | 9780006360926 |
| 1990 | Minerva            | 210     | 9780749390693 |
| 1991 | Fawcette Columbine | 193     | 9780449906040 |
| 1993 | Penguin Books      | 193     | 9780140236835 |
| 1994 | Vintage Books      | 208     | 9780679754336 |
| 2010 | Random House       |         | 9781409042648 |
| 2015 | Penguin Books      | 216     |               |

## Отзывы
Индолог А. Н. Сенкевич отметил:
С конца 60-х годов в Индию в поисках эзотерических тайн приезжают тысячи молодых людей из стран Запада. Этому паломничеству в немалой степени способствует буржуазная массовая культура, постоянными сюжетами которой всегда были сверхъестественные явления, оккультизм  и магия. Но никогда прежде индусы не использовали интерес иностранцев к своей традиционной культуре в меркантильных целях. Ни деньги, ни соблазн неограниченной власти не затрагивали чувств традиционных гуру, окружённых несколькими учениками и равнодушных к мирским радостям. Однако бум, который индийская писательница Гита Мехта назвала «Карма-кола» [словосочетание индусского понятия «карма» и кока-колы] и «быстрорастворимая нирвана», привёл к радикальным переменам.

Протодиакон А. В. Кураев отметил:
Движение “Нью-эйдж” предлагает целый спектр такого рода упрощённых методов “просветления». Мы оказываемся в своеобразном духовном супермаркете. Индийская журналистка Гита Мехта назвала учителей такого сорта агентами “карма-колы”, продавцами “быстрорастворимого просветления”

Журнал Time отмечал: 
Остроумная документальная сатира... Мехта охватывает множество различные сторон жизни и смерти. Её стиль — лёгкость без легкомысленности; её скептицизм никогда не опускается до цинизма.  [Карма-кола это] чудо здравомыслия и вкуса. Оригинальный текст (англ.)A witty documentary satire.... Mehta embraces an enormous variety of life and death. Her style is light without being flip; her skepticism never descends to cynicism. [Karma Cola is] a miracle of rationalism and taste

Журнал The New York Times Book Review писал:
Ивлин Во был бы в восторге. Оригинальный текст (англ.)Evelyn Waugh would have rejoiced.

Газета The Los Angeles Times писала: 
Это очень печальная, весёлая, горестная повесть и [Мехта] излагает её с большим запасом иронии, сатиры,  язвительного остроумия и проницательности. Оригинальный текст (англ.)It is a sad, hilarious, rueful tale and [Mehta] tells it with a rich fund of irony, satire, acerbic wit and insight.